# Cantalojas
Cantalojas es un municipio y localidad española de la provincia de Guadalajara, en la comunidad autónoma de Castilla-La Mancha. El término municipal, ubicado en la sierra de Ayllón, tiene una población de 117 habitantes (INE 2024).

## Geografía

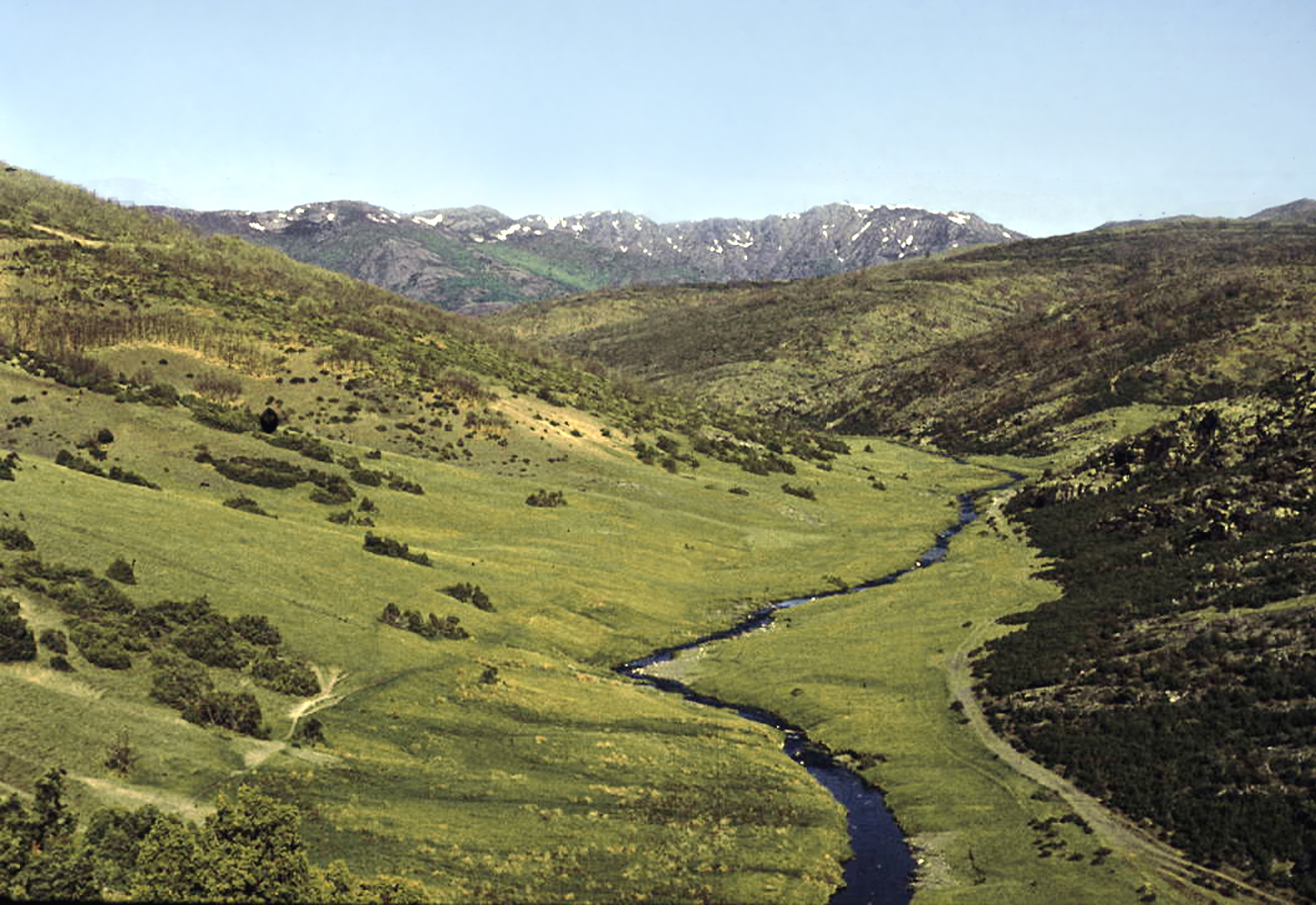
Valle del río Lillas en la década de 1970; al fondo, macizo de El Lobo

Es un lugar situado en la Sierra Norte de Guadalajara, a 95 km de distancia de Guadalajara y situado a una altitud de 1315 m sobre el nivel del mar. Se encuentra situado en el extremo noroccidental de la provincia.
Debido a situación geográfica, los alrededores del municipio son montañosos. Cantalojas se encuentra bañado por los ríos Lillas y Zarzas, que poco más abajo, cuando se encañonan, pasan a ser conocidos como el río de La Hoz, a la vez afluentes del río Sorbe, dan lugar a parajes pintorescos, algunos de ellos de difícil acceso. 
Parte del municipio Cantalojas se encuentra dentro del parque natural de la Sierra Norte de Guadalajara. Además, en su término municipal se encuentra situado el hayedo de Tejera Negra, que junto con el cercano hayedo de Montejo, en Montejo de la Sierra (Madrid), es uno de los hayedos más meridionales de Europa.
El clima de Cantalojas es mediterráneo, con clara continentalidad. Es frío en invierno, pudiéndose alcanzar temperaturas del orden de -15/-20 °C; y suave en los meses de verano, donde no suelen superarse los 30 °C. La media anual se sitúa alrededor de 8 °C.

## Historia

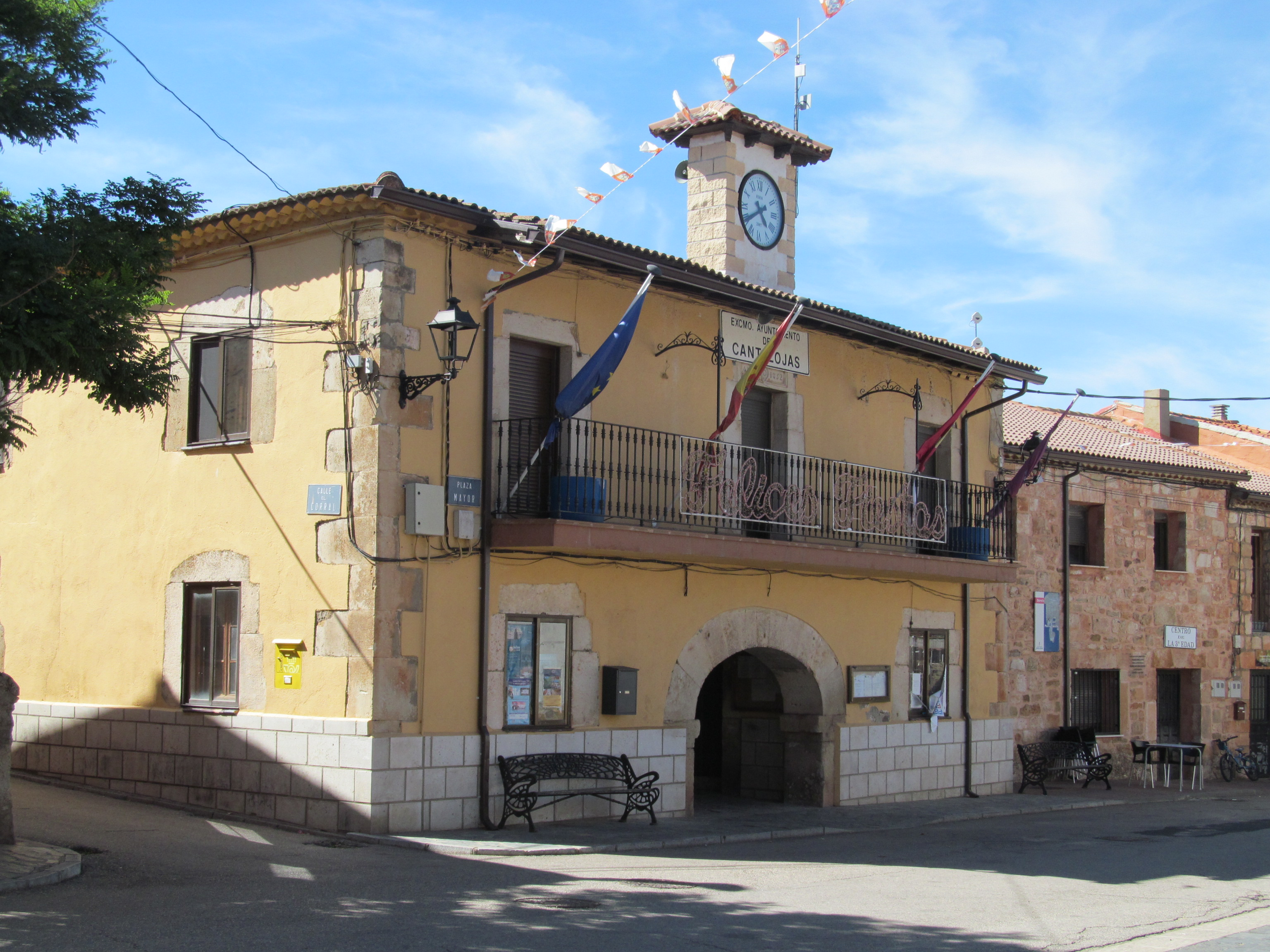
Casa consistorial

Debido a su situación y a la distribución de pueblos prerromanos habitualmente aceptada, el territorio estuvo ocupado por celtíberos. De hecho, el lugar es ideal para pastoreos de altura y la crianza ganadera. Así como hoy es esta una riqueza principal del pueblo, seguramente lo fue tanto en épocas remotas, como en épocas históricas ya más recientes. Cantalojas perteneció, tras la reconquista cristiana de la zona, a la Comunidad de Villa y Tierra de Ayllón, permaneciendo en él y en el señorío de sus sucesivos poseedores, hasta épocas recientes.
Dicha comunidad estaba integrada en la provincia de Segovia. En la reforma territorial de 1833, el Sexmo de la Transierra (Cantalojas y otros) fueron incorporados a la provincia de Guadalajara.
En la provincia de Guadalajara sobreviven cuatro pueblos del Común de Ayllón: Campillo de Ranas, Cantalojas, Majaelrayo y Villacadima. Estos cuatro pueblos eran parte de una sesma, la de Transierra que la componían un total de cuatro pueblos y un concejo, pues se encuentran situados en la vertiente meridional, rindiendo sus aguas al Tajo. Estas sesmas eran regidas por un sesmero, elegido entre los hombres de la demarcación, que pagaban cierta cantidad al señor de Ayllón, al tiempo que contribuían con hombres de armas a sus ejércitos.
Cercano al pueblo, sobre una eminencia del terreno que preside el cauce hondo del Sorbe, en el lugar que se le conoce por El Castillar, quedan los maltrechos restos de un castillo, que en Cantalojas se atribuye a los moros, y que sin duda fue, en principio, castro ibero y, posteriormente, aprovechado para colocar una torre vigía y un pequeño reducto militar en la Edad Media, vigilando el paso frecuente de gentes por esa zona de comunicación entre ambas mesetas. Estas ruinas se corresponde con el castillo de Diempures que se menciona en el Fuero de Atienza en el siglo XII como lugar límite entre territorios forales y comunales de Atienza y Ayllón.
Hacia mediados del siglo XIX el lugar tenía contabilizada una población de 304 habitantes. Aparece descrito en el quinto volumen del Diccionario geográfico-estadístico-histórico de España y sus posesiones de Ultramar de Pascual Madoz de la siguiente manera:

CANTALOJAS (vulgo CANTALOJA): l. con ayunt. en la prov. de Guadalajara (12 leg.), part. jud. de Atienza (6), aud. terr. de Madrid (20), c. g. de Castilla la Nueva, dióc. de Sigüenza (10) sit. en una hoya cercada por NS. y O. de sierras que la dominan, y combatida por los vientos N. y O., su clima es frío y las enfermedades mas comunes, liebres gastricas, reumas y afecciones del hígado: tiene 150 casas; la consistorial; cárcel; una fuente para abrevadero de los ganados; escuela de instrucción primaria, concurrida por 40 alumnos y dotada con 1,700 rs., y una igl. parr. (San Julián), servida por un cura de provisión real ú ordinaria, previo concurso, segun en los meses en que ocurre la vacante; fuera de la pobl., si bien inmediata á la mismaf, hay una fuente de esquisitas aguas, de la que se sirve el vecindario para beber y demás usos domésticos: confina el térm.. N. Puerto de Majada las Cabras; E. Galve; S. el Pinar, y O. Sierra del Marques; dentro de él se encuentran dos ermitas (San Pedro y Val de Iglesias), varias fuentes, entre ellas las llamadas del Moro, de Valdecimbrio y Val de Cubillos, las cuales asi como la que surte al pueblo, se desprenden de las sierras inmediatas, formando hermosas y sorprendentes cascadas; la venta de los Puentes y la titulada la Vieja y la Torrecilla: los desp. de la venia del Pinarejo y Vadillo, Casa del Marqués, Castillo de los Moros ó Funes, Casa del Turqueño y la Torrecilla; el terreno quebrado y áspero en su mayor parte es de mediana calidad; comprende varios montes en todas direcciones, poblados de pinos, brezos y arbustos, y le bañan los arroyos Lillas, Riofrio, Riomediano y Sonsad, que tienen su origen en la sierra del Marqués, corren separados en dirección do O. á E. : facilitan sus respectivos pasos varios puentes sit. á las inmediaciones de la venta á que dan nombre, y á la 1/2 leg. se le reúnen formando uno solo, que desde aquel punto se llama r. de la Hoz. caminos: los que dirigen á Madrid, Sigüenza y tierra de Segovia, todos en malísimo estado y casi intransitables en algunos puntos, por la escabrosidad del terreno, correos: se reciben en las estafetas de Aillon y Biaza, por medio de algún vec. de los que van á los mercados, y en la de Galve, por un balijero. prod.: trigo común, centeno, cebada, patatas y berza; cria ganado lanar tino, trashumante , churro, cabrio, yeguar y vacuno destinado á la carretería; caza de libres, conejos, ardillas, tejones, corzos y jabalíes, pesca de ricas truchas, ind. y comercio: corte de maderas de pino para construccion , que por medio de las carreterias se estraen para diferentes puntos, pobl.: 88 vec., 304 alm. cap. prod.: 1.801,750 rs. imp. 100,175. contr. 6,916 rs. 6mrs.
(Madoz, 1846, p. 472)

## Demografía
Cantalojas cuenta con una población de 117 habitantes (INE 2024).
| Gráfica de evolución demográfica de Cantalojas entre 1842 y 2021                                                    |
| |
| Población de derecho según los censos de población del INE Población de hecho según los censos de población del INE |

## Economía
Su medio de vida es, principalmente, la ganadería, lanar y vacuna, ocupación que facilitan sus abundantes pastos, y el turismo. A poco más de un kilómetro de distancia del pueblo se encuentran las ruinas del castillo de Diempures, sobre unas peñas, que durante la Edad Media sirvió como punto de vigilancia al paso entre Atienza y Sepúlveda.

## Patrimonio
- Iglesia de San Julián.[6]

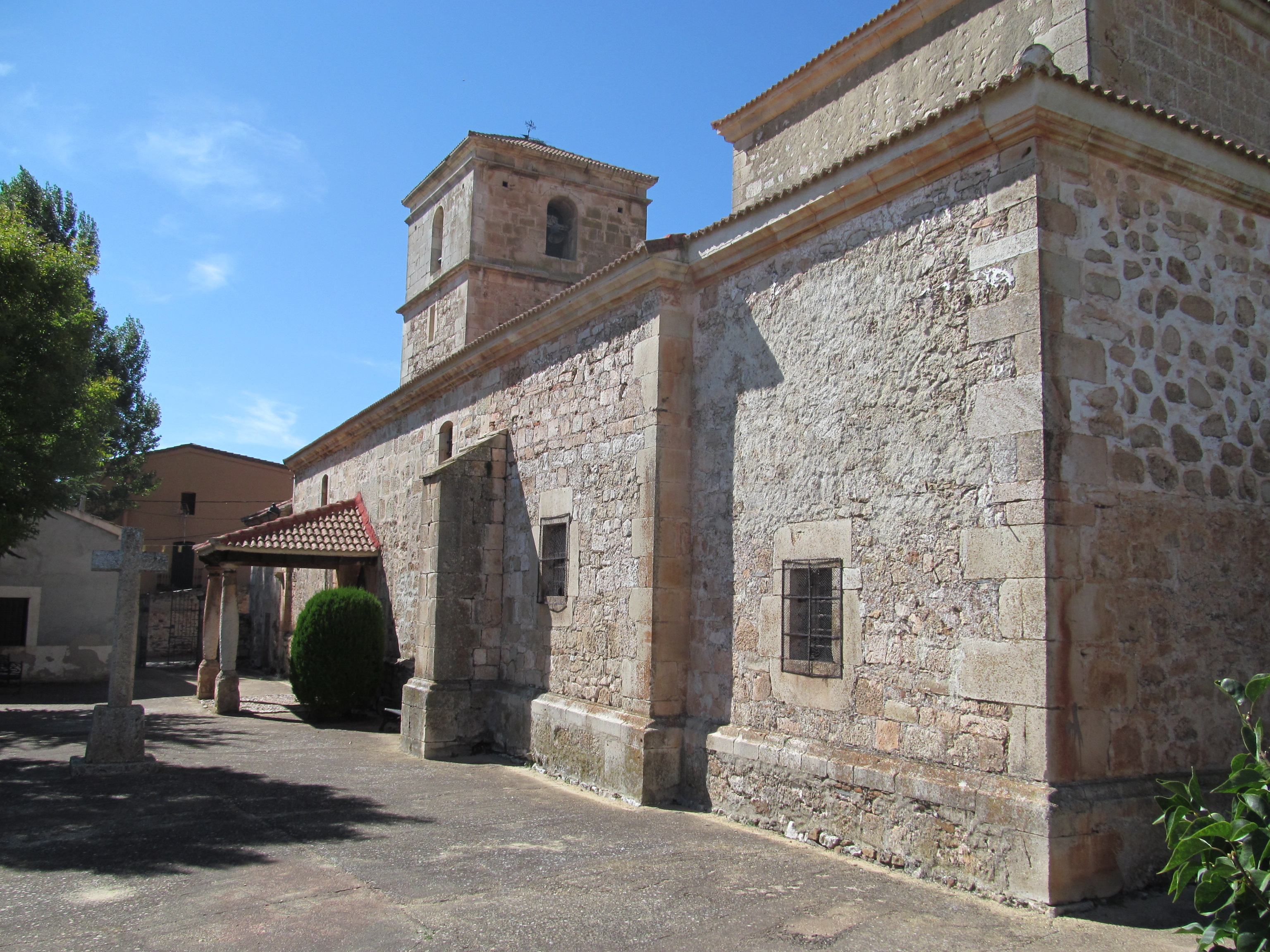
Iglesia de San Julián

- Arquitectura tradicional: la arquitectura de Cantalojas destaca por el uso de la pizarra negra, a veces como material exclusivo, otras veces combinado con piedra caliza en esquineras y dinteles. Por ello este pueblo se suele incluir entre los de la llamada arquitectura negra, característica de la sierra de Guadalajara.

## Feria de ganado y fiestas
Tuvo cierta importancia su feria de fanado, que se sigue celebrando, y se trata de la más importante de la provincia, el día 12 de octubre, posterior a la de su patrona, la Virgen de Valdeiglesias, celebrada el 10 de octubre. Otra fiesta de interés es la de San Julián Confesor, que ha pasado a ser la fiesta de los veraneantes, a mediados del mes de agosto.